# Мавромматис, Николаос
Николаос Мавромматис (греч. Νίκος Μαυρομμάτης; род. 19 июля 1980, Афины) — греческий спортивный стрелок.

## Карьера
На летних Олимпийских играх 2012 года он соревновался в стрельбе по тарелочкам среди мужчин, заняв 9-е место. На  летних Олимпийских играх 2020 года  в аналогичной дисциплине Мавромматис стал 20-м.
Также Николаос стал бронзовым  призёром   чемпионата Европы по стендовой стрельбе 2019 года.
В январе 2023 года грек стал победителем Кубка мира по стрельбе в Рабате (Марокко), что стало наивысшим достижением в карьере спортсмена.